# Neighborhood 1 (Tunnels)
«Neighborhood #1 (Tunnels)» (en español: «Vecindario #1 (Túneles)») es una canción del grupo de indie rock canadiense Arcade Fire que sirvió como su primer sencillo, lanzado el 20 de junio de 2004, y que además abre su álbum debut Funeral, lanzado el 14 de septiembre de 2004. Esta es la primera de las cuatro partes de una serie de canciones llamadas Neighborhood, que se encuentran el disco.

## Historia
La canción fue grabada en las sesiones para su disco debut Funeral, entre agosto de 2003 y principios de 2004 en Montreal, Quebec, Canadá. Este fue el primer sencillo de la banda y fue lanzado varios meses antes, 20 de junio, del lanzamiento de su álbum, 14 de septiembre. Como lado-B incluía a "My Buddy", canción original del cantante de swing Alvino Rey, abuelo materno de Win y William Butler, cantante y guitarrista de la banda respectivamente.

## Lista de canciones
7" sencillo
1. «Neighborhood #1 (Tunnels)» - 4:48
2. «My Buddy» (Alvino Rey Orchestra, live radio broadcast, 1940) - 2:32